# كأس ملك إسبانيا 2006–07
كأس ملك إسبانيا 2006–07 هي البطولة رقم 105 من بطولة كأس ملك إسبانيا.

## دور الـ32
| الفريق الأول          | إجم.        | الفريق الثاني    | مباراة الذهاب | مباراة الإياب |
| --------------------- | ----------- | ---------------- | ------------- | ------------- |
| أتلتيك بيلباو         | 2–3 (ب.و.أ) | ريال مايوركا     | 1–1           | 1–2           |
| ديبورتيفو لاكورونيا   | 1–1 (3–1 ر) | راسينغ سانتاندير | 1–0           | 0–1           |
| ريال بلد الوليد       | 4–1         | خيمناستيك طركونة | 1–0           | 3–1           |
| كاستييون              | 0–4         | فياريال          | 0–2           | 0–2           |
| إسبانيول              | 1–2         | رايو فايكانو     | 1–1           | 0–1           |
| خيمناستيك شقوبية      | 0–4         | إشبيلية          | 0–1           | 0–3           |
| ريكرياتيفو            | 0–2         | ريال بيتيس       | 0–0           | 0–2           |
| إيسيخا بالومبيي       | 2–6         | ريال مدريد       | 1–1           | 1–5           |
| ديبورتيفو ألافيس      | 1–0         | سلتا فيغو        | 0–0           | 1–0           |
| بادالونا              | 1–6         | برشلونة          | 1–2           | 0–4           |
| مالقا                 | 5–3         | ريال سوسيداد     | 4–1           | 1–2           |
| إيركوليس              | 1–3         | ريال سرقسطة      | 1–1           | 0–2           |
| خيريث                 | 2–3         | خيتافي           | 0–2           | 2–1           |
| راسينغ كلوب بورتوينسي | 1–4         | فالنسيا          | 1–2           | 0–2           |
| بينيا سبورت           | 0–4         | أوساسونا         | 0–0           | 0–4           |
| أتلتيكو مدريد         | 1–1 (4–2 ر) | ليفانتي          | 0–1           | 1–0           |

## دور الـ16
| الفريق الأول     | إجم.      | الفريق الثاني       | مباراة الذهاب | مباراة الإياب |
| ---------------- | --------- | ------------------- | ------------- | ------------- |
| ريال مايوركا     | 2–3       | ديبورتيفو لاكورونيا | 1–2           | 1–1           |
| ريال بلد الوليد  | 3–1       | فياريال             | 2–1           | 1–0           |
| رايو فايكانو     | 1–3       | إشبيلية             | 0–0           | 1–3           |
| ريال بيتيس       | 1–1 (ق.أ) | ريال مدريد          | 0–0           | 1–1           |
| ديبورتيفو ألافيس | 2–5       | برشلونة             | 0–2           | 2–3           |
| مالقا            | 1–3       | ريال سرقسطة         | 0–3           | 1–0           |
| خيتافي           | 5–3       | فالنسيا             | 1–1           | 4–2           |
| أتلتيكو مدريد    | 1–3       | أوساسونا            | 1–1           | 0–2           |

## ربع النهائي
| الفريق الأول        | إجم.      | الفريق الثاني   | مباراة الذهاب | مباراة الإياب |
| ------------------- | --------- | --------------- | ------------- | ------------- |
| ديبورتيفو لاكورونيا | 5–2       | ريال بلد الوليد | 4–1           | 1–1           |
| إشبيلية             | 1–0       | ريال بيتيس *    | 0–0           | 1–0           |
| برشلونة             | 2–2 (ق.أ) | ريال سرقسطة     | 0–1           | 2–1           |
| خيتافي              | 3–1       | أوساسونا        | 3–0           | 0–1           |

- توقفت المباراة بعد 57 دقيقة (وكانت النتيجة 1–0 لصالح إشبيلية) بسبب إصابة مدرب إشبيلية خواندي راموس ، وقررت لجنة المسابقات في الاتحاد الإسباني استكمال المباراة من وقت توقفها في 18 مارس على ملعب كوليسيوم ألفونسو بيريز في خيتافي.

## نصف النهائي
| الفريق الأول        | إجم. | الفريق الثاني | مباراة الذهاب | مباراة الإياب |
| ------------------- | ---- | ------------- | ------------- | ------------- |
| خيتافي              | 6–5  | برشلونة       | 2–5           | 4–0           |
| ديبورتيفو لاكورونيا | 0–5  | إشبيلية       | 0–2           | 0–5           |

## النهائي
| 23 يونيو 2007 | إشبيلية              | 1–0                | خيتافي | سانتياغو برنابيو ، مدريد                |
| 22:00         | فريديريك كانوتيه 11' | تقرير (بالإسبانية) |        | الحضور: 78،000 الحكم: رودريغيز سانتياغو |

## إحصائيات الموسم
- عدد البطاقات الصفراء (بطاقة/مباراة): 560 (5)
- عدد البطاقات الحمراء (بطاقة/مباراة): 50 (0,45)
- الانتصار في ملعب الفريق: 54 مباراة
- الانتصار في ملعب الخصم: 32 مباراة
- التعادل: 26 مباراة
- أكبر فوز داخلي:
  - أوساسونا 4–0 بينيا سبورت (8 نوفمبر 2006)
  - برشلونة 4–0 بادالونا (8 نوفمبر 2006)
  - ريال مدريد 5–1 إيسيخا بالومبيي (9 نوفمبر 2006)
  - خيتافي 4–0 برشلونة (10 مايو 2007)
- أكبر فوز خارجي:
  - ديبورتيفو بطليوس 1–5 ليناريس (20 سبتمبر 2006)
  - جيرونا 0–4 أوريويلا (30 أغسطس 2006)
- المباراة الأعلى تهديفًا: برشلونة 5–2 خيتافي (18 أبريل 2007)
- الفريق الأكثر تسجيًلا للأهداف: برشلونة (18 هدف)

### الهدافين
| # | اللاعب               | النادي          | عدد المشاركات | عدد الأهداف | أهداف من ضربات جزاء |
| - | -------------------- | --------------- | ------------- | ----------- | ------------------- |
| 1 | خافيير سافيولا       | برشلونة         | 3             | 7           | 0                   |
| 2 | دانييل غويزا         | خيتافي          | 4             | 6           | 0                   |
| 3 | فريديريك كانوتيه     | إشبيلية         | 3             | 4           | 0                   |
| 3 | يوردي                | خيريث           | 2             | 4           | 0                   |
| 4 | دافيد غايو غارسيا    | ليناريس         | 2             | 3           | 0                   |
| 4 | إيدور غوديونسون      | برشلونة         | 2             | 3           | 0                   |
| 4 | نهاد قهوجي           | فياريال         | 2             | 3           | 0                   |
| 4 | دييغو توريس رودريغيز | رايو فايكانو    | 2             | 3           | 1                   |
| 4 | نوليتو               | إيسيخا بالومبيي | 2             | 3           | 0                   |
| 4 | إنييغو دياز دي سيريو | ريال سوسيداد    | 2             | 3           | 0                   |

## روابط خارجية
- كأس الملك الإسباني 2006–2007
- Copa del Rey 2005–2006